# Гараж (фільм, 1920)
«Гараж» (англ. Garage) — американська короткометражна кінокомедія Роско Арбакла 1920 року з Бастером Кітоном в головній ролі.

## Сюжет
Двоє чоловіків працюють автомобільним механіком та пожежником на пожежній станції. Автомобіль був залишений для них, щоб очистити, але вони натомість руйнують його. У другій половині фільму, Роско і Кітон були викликані на пожежу, але це виявляється помилковою тривогою. Коли вони повертаються, вони знаходять свою власну пожежну станцію у вогні.

## У ролях
- Роско ’Товстун’ Арбакл — пожежник
- Бастер Кітон — помічник пожежника
- Моллі Мелоун — дочка власника автогаража
- Ден Кріммінс — власник автогаража
- Люк Дог — Мет Дог